# 世田谷八幡宮

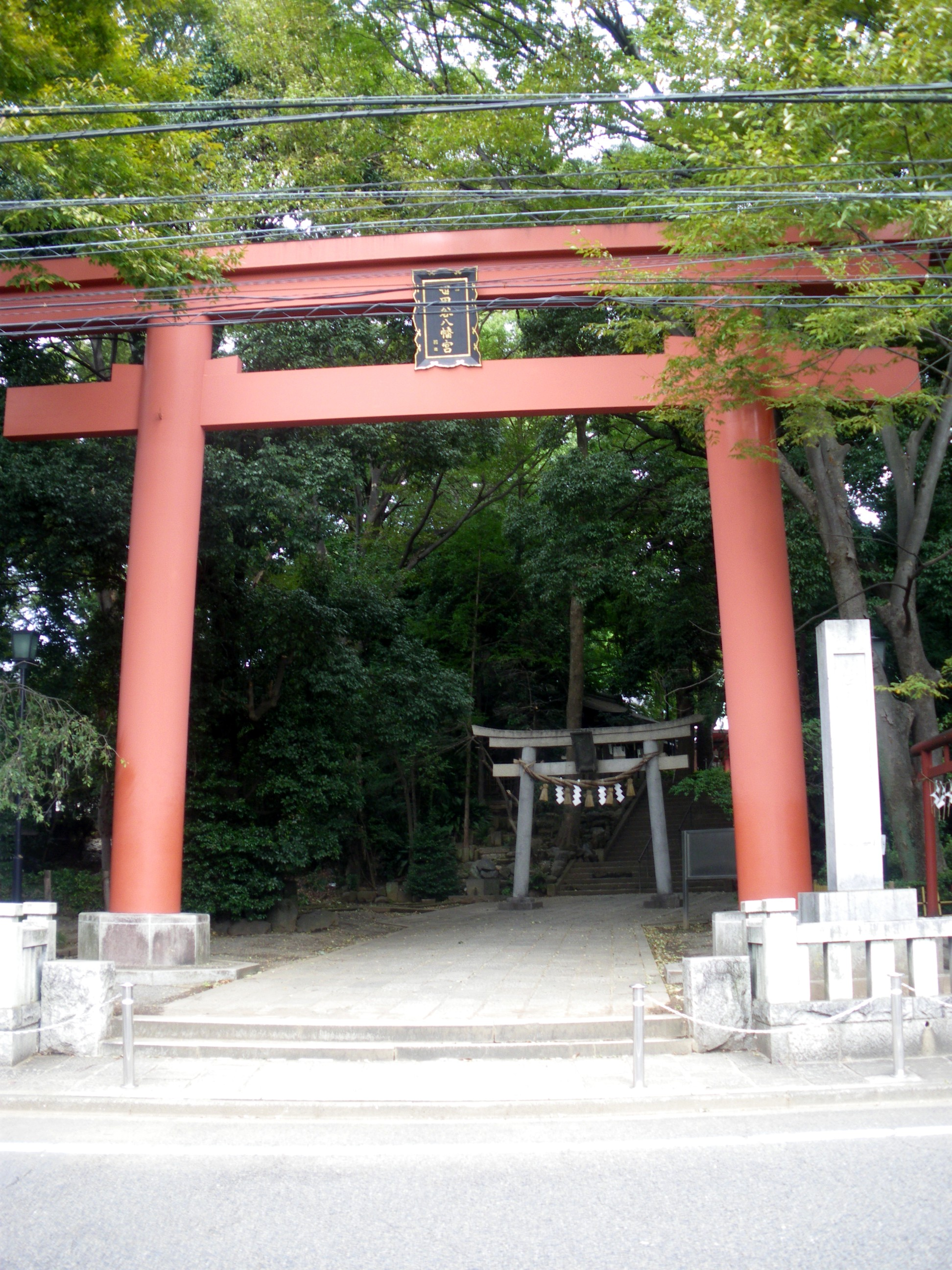
鳥居

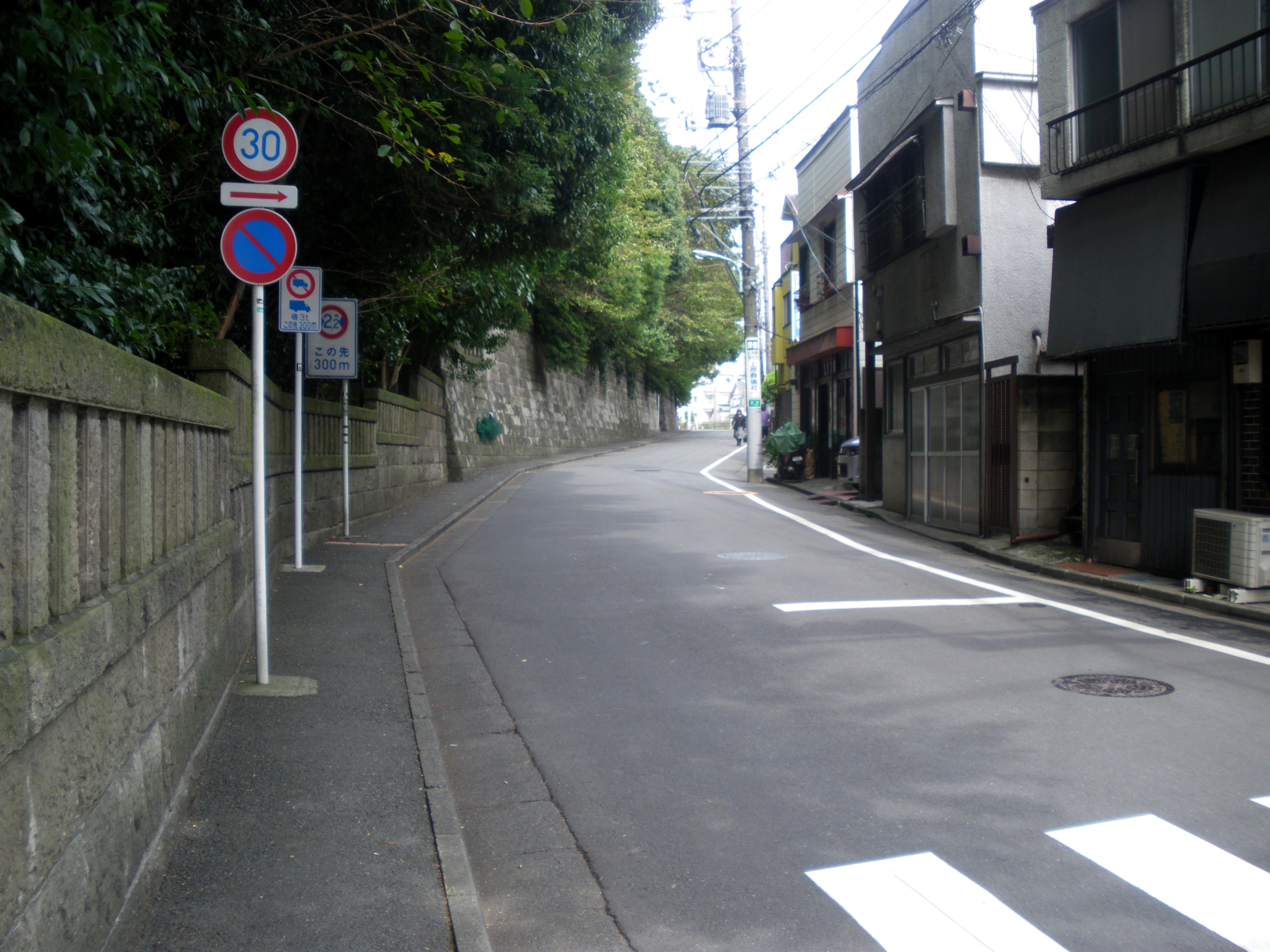
神社の傍にある宮坂

世田谷八幡宮（せたがやはちまんぐう）は、東京都世田谷区宮坂一丁目にある神社である。旧社格は郷社。

## 祭神
祭神として八幡大神（応神天皇）、仲哀天皇、神功皇后を祀っている。

## 概要
寛治5年（1091年）後三年の役（永保3年〈1083年〉 - 寛治元年〈1087年〉）の帰途、源義家がこの宮の坂の地で豪雨に会い、天候回復を待つため、滞在することとなり今度の戦勝は日頃氏神としている八幡大神の加護によるものと思い、豊前国の宇佐八幡宮の分霊をこの地に勧請し祀った。後に世田谷城主七代目の吉良頼康が天文15年（1546年）社殿を再興させて発展させた。この天文15年が実質的な創建の時と考えられる。
明治5年（1872年）郷社に列し、社号を宇佐神社と改めたが、第二次大戦後、世田谷八幡宮の名に復した。
かつては奉納相撲の勝敗によって来年の豊作・凶作を占ったり、今年の豊作を感謝したため、境内には土俵や力石がある。渋谷氷川神社、大井鹿嶋神社とともに江戸郊外三大相撲の一つとされていた。今でも毎年秋の例祭（9月15日）には東京農業大学相撲部による奉納相撲が行われている。
文化10年（1813年）建立の旧本殿が、1964年（昭和39年）に建てられた現在の社殿内に納められている。
最寄駅の東急世田谷線宮の坂駅の駅名はこの神社の東側にある宮の坂に由来している。代田八幡神社は当社からの分霊。

## 末社
- 世田谷招魂社（氏子戦没者）
- 高良神社（高良玉垂命）
- 厳島神社（市杵島姫命）
- 自動車神社 - 本殿に合祀。

## 関連文献
- 「世田ヶ谷村 八幡社」『新編武蔵風土記稿』 巻ノ48荏原郡ノ10、内務省地理局、1884年6月。NDLJP:763982/6。